# 폴스타 4
폴스타 4(Polestar 4)은 폴스타의 쿠페 형태의 중형 전기 SUV이다.

## 상세
2023년 4월 18일 2023 상하이 모터쇼에서 공개되었다. 폴스타 3의 아랫급 모델이며, 배터리 전기 쿠페형 SUV이다. 통상적인 다른 자동차들과는 다르게 뒷유리가 없으며, 뒷유리의 역할은 후방 카메라가 대신한다.
2024년 6월에 대한민국 시장에 공개될 예정이며, 정식 출시는 하반기로 예정되어 있다.
2023년 겨울부터 중국에서 중국 내수용, 유럽과 호주 수출형 모델을 생산하고 있으며 2025년에는 대한민국의 르노코리아에서 대한민국 내수용, 북미 수출형 모델을 생산한다.